# Nationalpark Pallas-Yllästunturi
Der Nationalpark Pallas-Yllästunturi, originalsprachig finnisch Pallas-Yllästunturin kansallispuisto und schwedisch Pallas-Yllästunturi nationalpark, ist mit einer Fläche von 1020 Quadratkilometern der drittgrößte Nationalpark Finnlands. Der Nationalpark liegt in West-Lappland im Gebiet der Gemeinden Enontekiö, Kittilä, Kolari und Muonio. Die Landschaft des Nationalparks wird durch eine etwa hundert Kilometer lange Fjellkette sowie durch Taigawälder der nordischen Nadelwaldzone geprägt. Hinsichtlich seiner Besucherzahlen ist der Pallas-Yllästunturi der beliebteste Nationalpark Finnlands. Im Jahr 2019 wurden 561.200 Besucher gezählt.
Die Landschaft von Pallastunturi wurde als eine der finnischen Nationallandschaften gewählt.

## Wandermöglichkeiten
Im Nationalpark Pallas-Yllästunturi gibt es dutzende Wander- und Skilaufrouten, die für Wanderer und Skiläufer auf unterschiedlichem Niveau geeignet sind. Teilweise führen die Routen auf die Gipfel der Fjells, andere führen durch Wald- und Moorlandschaften.
Im Nationalpark sind Touren zu Fuß, mit dem Mountainbike, mit einem Kanu, auf Skiern oder Schneeschuhen möglich. Im Nationalpark haben auch Tageswanderer die Möglichkeit, auf die Gipfel der Fjells zu steigen. Beliebte Tageswanderungen sind beispielsweise die Pyhäkerö-Tagestour, der Taivaskero-Rundweg, der Pirunkurun ponnistus, der Varkaankuru-Pfad, der Kesänkijärvi-Rundweg und der Tuomikuru-Rundweg.
Ein Großteil der Routen sind Rundwege, und entlang aller Strecken findet man versorgte Pausenplätze. Als Pausenplätze dienen Koten, Unterstände, Feuerplätze, Aussichtsplätze sowie Wildmark- und zu reservierende Hütten. Im Gebiet des Nationalparks gibt es insgesamt 340 Kilometer markierte Wanderwege. Darüber hinaus findet man im Umkreis des Nationalparks weitere 200 Kilometer Wanderwege. Von einigen Ausnahmen abgesehen ist Mountainbiking auf den gekennzeichneten Wanderwegen gestattet. Es gibt über 500 Kilometer Skilanglaufstrecken und über 100 Kilometer Routen für Winterwanderungen. Die Winterwanderrouten kann man zu Fuß oder mit Schneeschuhen begehen oder mit dem Mountainbike befahren.
Zu den bekanntesten Wanderwegen des Nationalparks gehört der Hetta-Pallas-Wanderweg, die älteste markierte Wanderstrecke in Finnland. Die Strecke wurde 1934 eingerichtet. Der etwa 50 Kilometer lange Hetta-Pallas-Wanderweg kann aus beiden Richtungen begangen werden. Die Strecke verläuft über Fjell-Hochebenen und durch Schluchten. Der Wanderweg führt auf mehrere Fjell-Gipfel. Entlang der Strecke findet man zahlreiche versorgte Wildmark- und zu reservierende Hütten.

## Geografie und Natur
Die Landschaft des Nationalparks wird durch eine Fjellkette bestimmt, ein Überbleibsel des urgeschichtlichen Deckengebirges. Die heutigen abgerundeten Kuppen der Fjells sind das Rumpfgebirge des Deckengebirges. Der höchste Punkt im Nationalpark ist der Taivaskero von Pallastunturi mit 809 Metern über dem Meeresspiegel. Andere hohe Gipfel sind zum Beispiel der Pyhäkero, Lumikero, Laukukero und Palkaskero. Kero bedeutet baumlose, abgerundete Fjellkuppe.
Die Natur im Nationalpark Pallas-Yllästunturi ist vielseitig und abwechslungsreich. In dem Gebiet findet man zahlreiche unterschiedliche Arten der Natur: Sümpfe und Moore, Heidewälder, naturbelassene alte Wälder, offene Fjells und Hainwälder.

### Vegetation und Gewässer
Die Vegetation im Nationalpark ist reich. An Baumarten findet man insbesondere Kiefern, Fichten und Fjellbirken. Auf den baumlosen Fjells gedeihen verschiedene am Boden wachsende Pflanzen wie Zwergbirken, Diapensia lapponica, Alpen-Bärentraube und die Schwarze Krähenbeere. In üppigen Hainwäldern an Bachläufen trifft man unter anderem auf die Ährige Johannisbeere, den Straußenfarn, die Arznei-Engelwurz und den Echten Seidelbast. In den Heidewäldern wachsen insbesondere Heidel- und Preiselbeere. In den alten feuchten Primärwäldern wachsen der Waldstorchschnabel, der Schwedische Hartriegel sowie zahlreiche seltene Moos- und Pilzarten.
Sümpfe und Moore sind im Nationalpark typische Landschaften neben Nadelwäldern und Fjells. In Sümpfen findet man zahlreiche Pflanzen, die sich in Feuchtgebieten wohlfühlen, wie Sumpfporst, das Scheiden-Wollgras, Moltebeeren und die Rauschbeere. Auf dem kalkhaltigen Boden wachsen auch seltene Orchideen.
Der Nationalpark wird von zahlreichen Seen, Teichen und Bächen durchzogen. Der größte See des Parks ist der See Pallasjärvi, der südöstlich vom Naturzentrum Pallastunturi liegt.
Rentier und Elch sind die großen Säugetiere, auf die man im Nationalpark trifft. Insbesondere Rentiere fühlen sich im Sommer auf den Fjells und in den Moorgebieten wohl. Weitere typische Säugetiere sind Hase, Fuchs, Baummarder, Berglemming, verschiedene Maulwurfarten und Eichhörnchen. Von den Raubtieren Finnlands leben im Nationalpark Pallas-Yllästunturi Bären und der Luchse.
Im Nationalpark treffen die nördlichen und südlichen Vogelarten aufeinander. Zu den nördlichen Arten gehören zum Beispiel das Alpenschneehuhn, das Moorschneehuhn und der Mornellregenpfeifer. In den üppigen Fichtenwäldern sind eher die südlichen Arten zu Hause, wie die Amsel und der Waldlaubsänger. In den Wäldern sind beispielsweise verschiedene Meisenarten, der Unglückshäher sowie der Pinicola anzutreffen. Da es viele Maulwürfe gibt, sieht man in der Region auch vermehrt Eulen und Habichte. Der typische Bewohner von Bachläufen ist die Wasseramsel, die auch im Winter nach Nahrung in fließenden Gewässern sucht. Andere im Nationalpark vorkommende Vogelarten sind unter anderem das Blaukehlchen, der Bruchwasserläufer, die Schafstelze, der Kampfläufer und der Dunkle Wasserläufer.

### Klima und Naturphänomene
Die Lage des Nationalparks Pallas-Yllästunturi nördlich des Polarkreises bringt mit dem Wechsel der Jahreszeiten typische Klima- und Naturphänomene mit sich. Zum Winter gehören im Dezember–Januar die Polarnacht, Schneefälle und Frost bis −30 °C und wenig Sonnenlicht. Bei wolkenlosem Himmel kann man abends und nachts Polarlichter und astronomische Objekte sehen.
Im März–April ist die Schneedecke im Nationalpark am dicksten, sodass auf den Fjells und in den Wäldern über ein Meter Schnee liegen kann. Der Sommer zieht Mitte Juni ein, und im Juni–Juli ist die Mitternachtssonne für diese Region bestimmend. Während dieser Zeit sinkt die Sonne nicht unter den Horizont.
Die Zeit der Herbstfarben beginnt auf den Fjells von Westlappland Mitte September und dauert zwei bis drei Wochen. Der erste Schnee fällt in der zweiten Oktoberhälfte, aber gelegentliche Schneeschauer können auch in den Sommermonaten insbesondere im Gebiet von Pallas-Ounastunturi auftreten.

## Verantwortliches Handeln
Dem Nationalpark Pallas-Yllästunturi wurde 2013–2018 und 2019–2023 das European Charter 1-Zertifikat verliehen. Das Zertifikat wird vom Europäischen Naturschutzverband EUROPARC verliehen.
In allen Nationalparks Finnlands verfolgt man das Ziel des abfallfreien Wanderns. Dabei sollen Wanderer sich um ihren eigenen Abfall und seine Entsorgung kümmern und ihn zu den entsprechenden Entsorgungsstellen bringen. So verringert man die Menge an Abfall, die in die Natur gerät.
Für eine sachgerechte Abfalltrennung findet man an den Naturzentren von Pallaastunturi, Tunturi-Lappi und Yllästunturi Ökostationen für die Entsorgung von Papier, Karton, Glas, Metall und Batterien. Bioabfälle lassen sich in den Humustoiletten entsorgen und geringe Mengen an brennbaren Abfällen können an den Feuerstellen verbrannt werden.
Im Nationalpark wird die Luftreinheit an der Wetterstation von Sammaltunturi ständig gemessen. Nach Mitteilung von der WHO ist die Messstation von Sammaltunturi einer der Orte, an denen man die sauberste Luft in der Welt misst. Dort liegt der Feinstaubanteil bei unter 4 µg/m³.

## Naturzentren
Im Nationalpark Pallas-Yllästunturi gibt es drei Naturzentren: Das Yllästunturi-Naturzentrum Kellokas, das Naturzentrum Pallastunturi und das Naturzentrum Tunturi-Lappi in Heta. Die Berater der Naturzentren informieren über die Nationalparks und die Wandermöglichkeiten. Die Ausstellungen der Naturzentren „Meän elämää“ (Unser Leben), „Metsästä paljakalle“ (Aus dem Wald nach Paljakka) und „Vuovjjuš-Kulkijat“ (Vuovjjuš-Wanderer) vermitteln die Natur und Kultur der Region. Auch Filme und Kunstausstellungen kann man in den Naturzentren sehen. Darüber hinaus können die Besucher naturverbundene Produkte erwerben.

## Geschichte
Schon im Jahre 1910 kam der Gedanke auf, in Finnland Nationalparks einzurichten. Damals schlug das Waldschutzkomitee in einer Denkschrift die Einrichtung von Nationalparks in Pallastunturi sowie in Pelkosenniemi Pyhätunturi vor. Der finnische Botaniker Kaarlo Linkola hatte starken Einfluss auf die Gründung eines Nationalparks in dem Gebiet von Pallastunturi.
Im Jahre 1928 verabschiedete das Parlament den Antrag auf Einrichtung eines allgemeinen Naturschutzgebietes in Pallas-Ounastunturi, und nach zahlreichen Denkschriften und Anträgen wurden schließlich 1938 die ersten Nationalparks in Finnland gegründet. Zu den ersten gehörte auch der Pallas-Ounastunturi-Nationalpark.
Die Geschichte des Tourismus im Nationalparks Pallas-Yllästunturi reicht in die 1930er Jahre, in denen man begann Fjell-Skikurse auf dem Pyhäkero von Ounastunturi und in Pallastunturi anzubieten. Der Tourismus begann etwa zur gleichen Zeit auch in Äkäslompolo.
Der Nationalpark Pallas-Yllästunturi wurde 2005 gegründet. Der neue Park umfasst heute den alten Nationalpark Pallas-Ounastunturi sowie die Naturschutzgebiete von Ylläs-Aakenustunturi und verschiedene andere Schutzgebiete, wie alte Wälder und geschützte Moorgebiete. Gleichzeitig wurde der alt Nationalpark aufgelöst. Die Fläche des neuen Nationalparks umfasst 1022 km².
Der höchste Gipfel von Yllästunturi und das dortige Skizentrum gehören nicht zum Gebiet des Nationalparks, das Skizentrum von Laukukero in Pallastunturi liegt dagegen im Nationalpark.

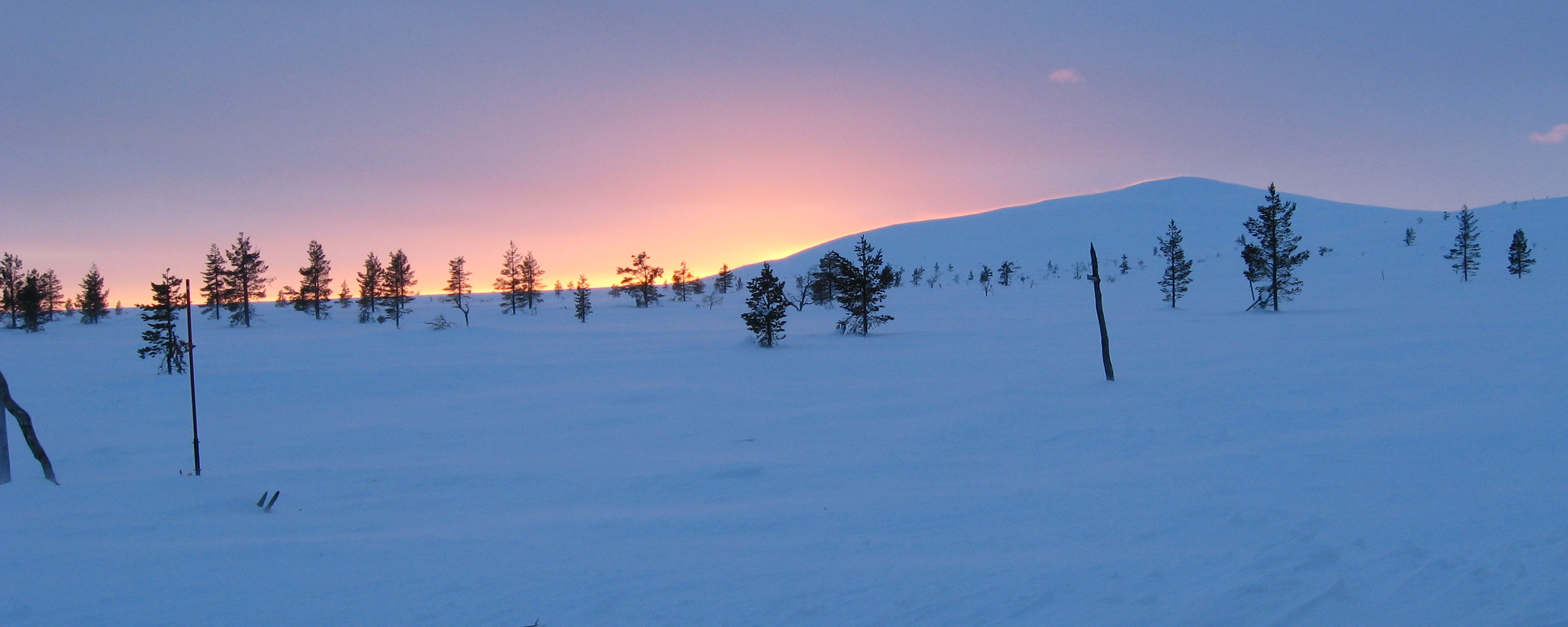
Fjell Outtakka
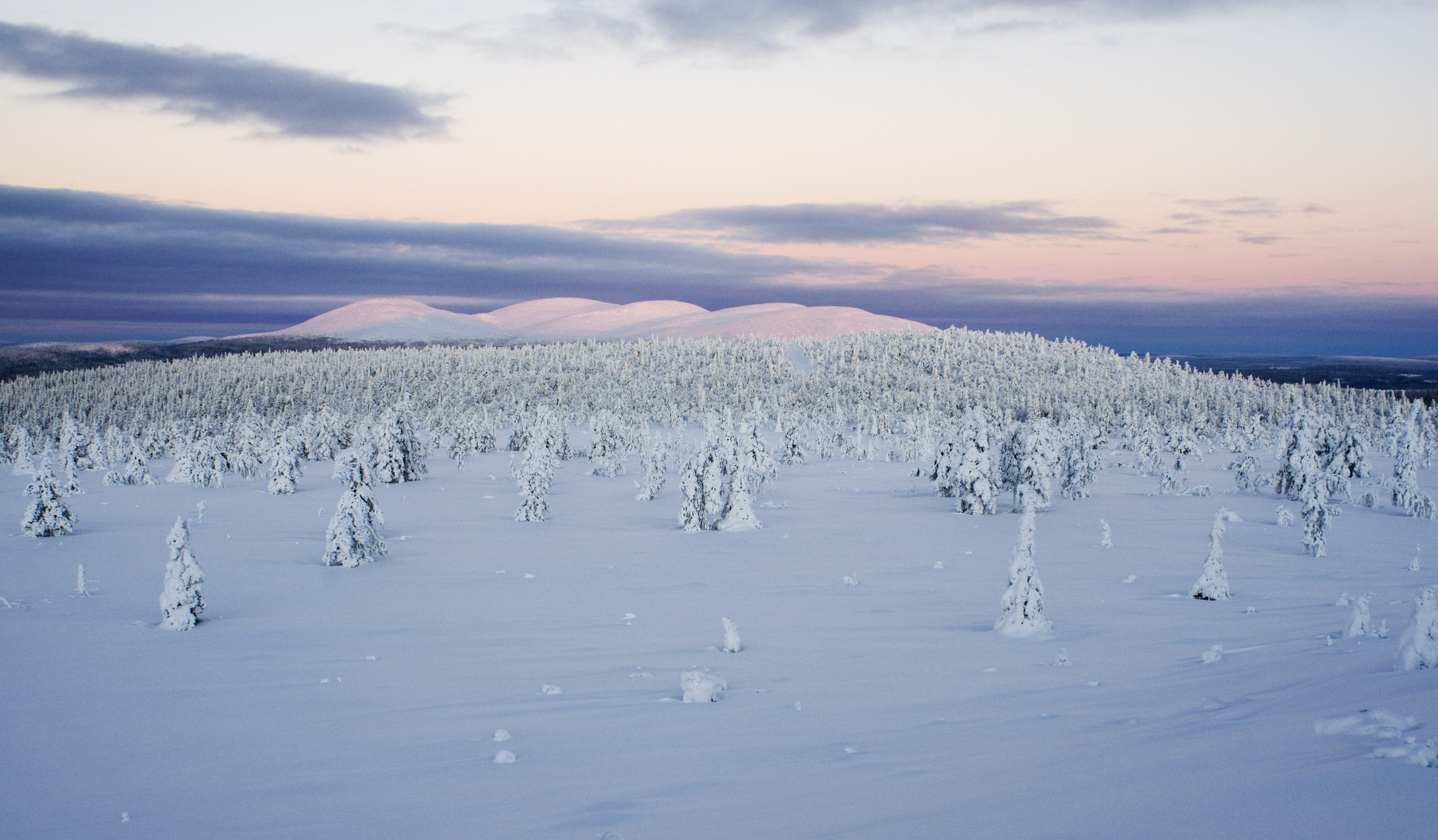
Pallastunturi
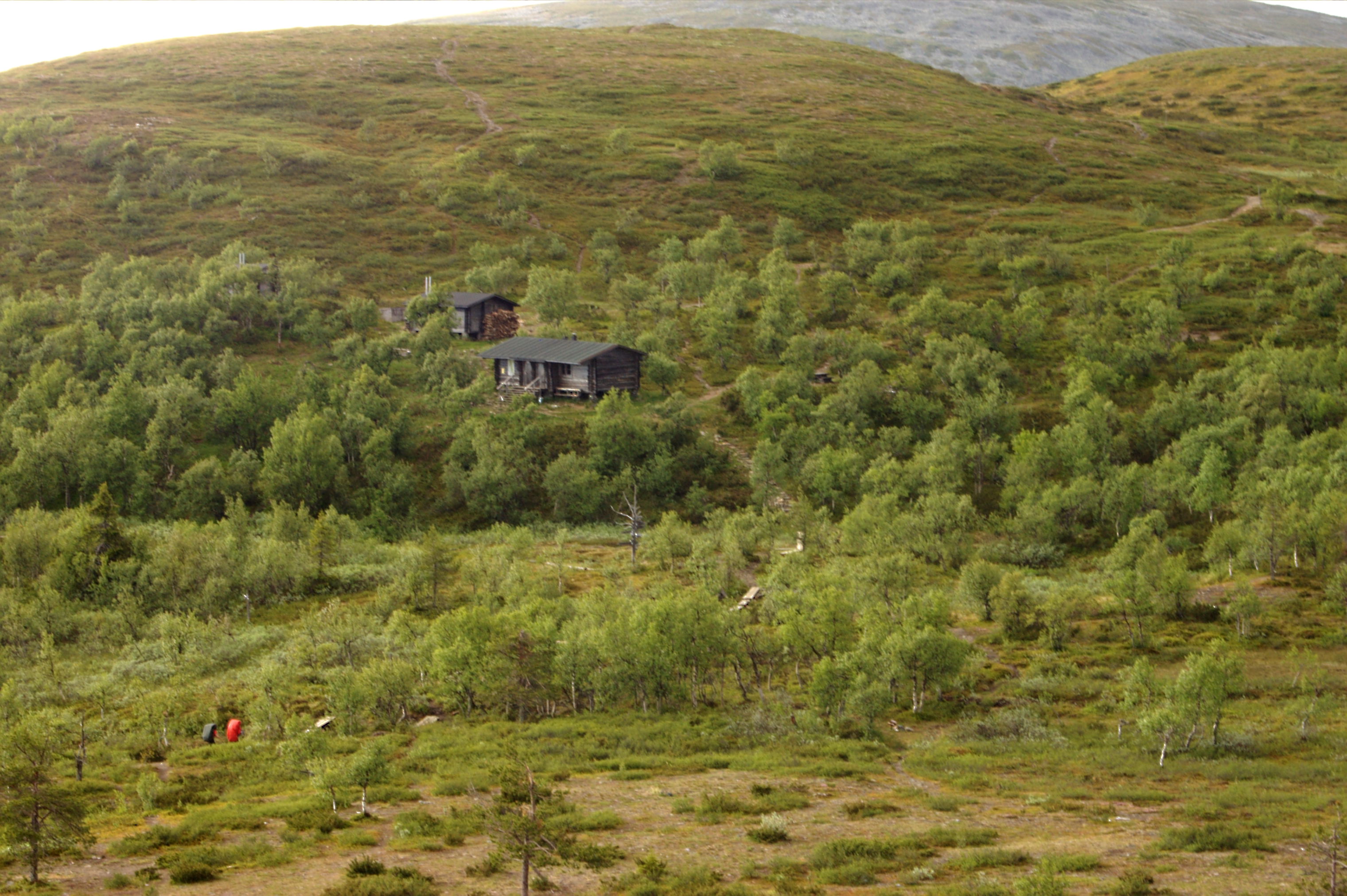
Eine der Hütten im Nationalpark
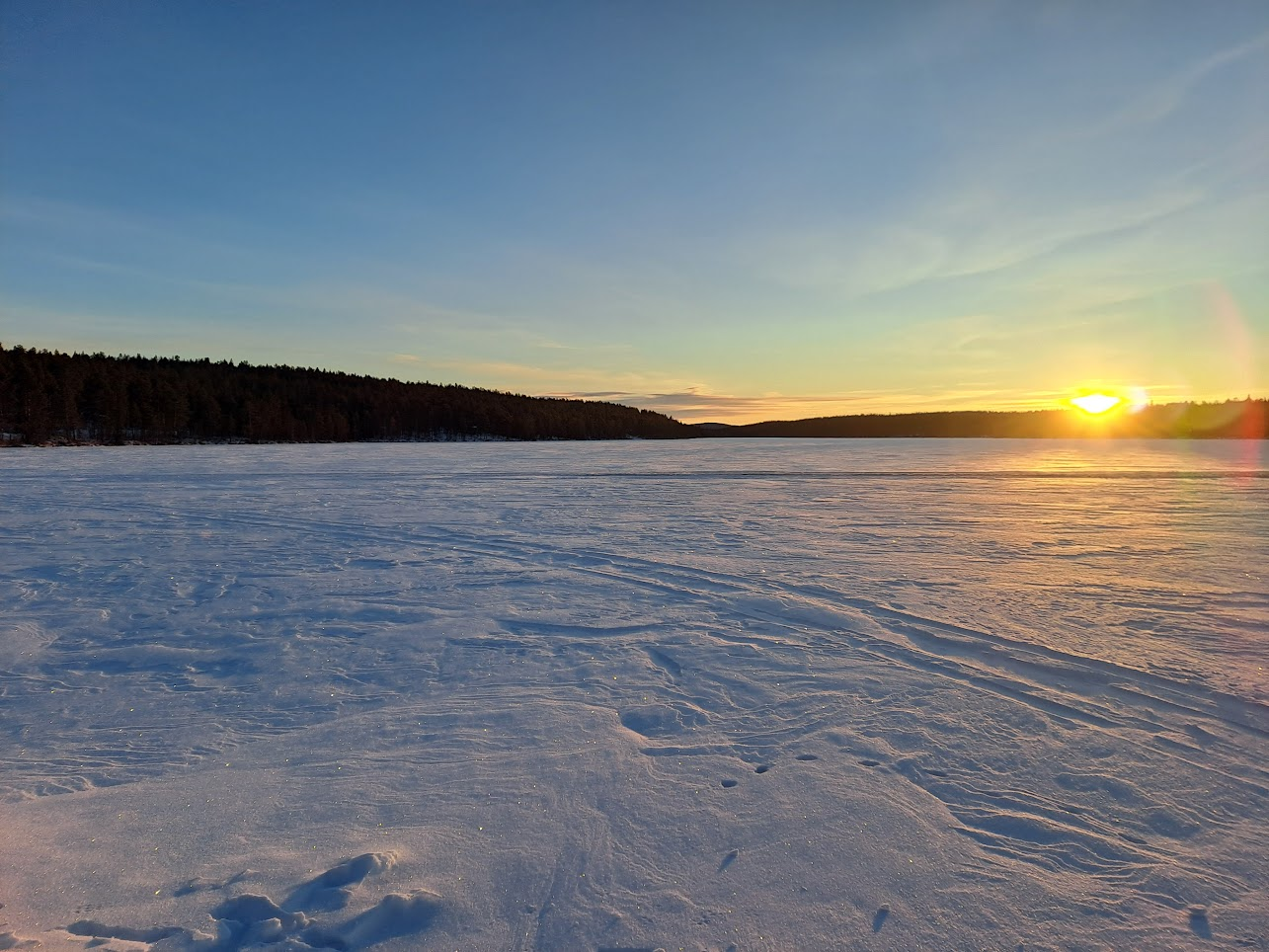
Zugefrorener Pallasjärvi See im November